# Nordgoltern
Nordgoltern ist ein nordöstlicher Ortsteil der Stadt Barsinghausen am Rande der Region Hannover in Niedersachsen. Der Ort liegt direkt an der von Westen nach Osten verlaufenden B 65. Durch Nordgoltern fließt die 16 km lange Südaue.

## Geschichte
Das Gut in Nordgoltern geht auf eine erstmals 1390 im Besitz der Herren von Heimburg nachgewiesene Burg zurück. Vorher gehörte die Burg der Familie von Goltern. Das heutige Gut ist eine von einem Wassergraben umgebene Renaissance-Anlage, die auf den hannoverschen Vizehofrichter Martin VI. von Heimburg (1538–1605) zurückgeht, in dessen Familie sie bis 1870 blieb.
Das Wohnhaus wurde 1590 auf den Kellern des Burggebäudes errichtet. Ein zweigeschossiger Zwischenbau verbindet das Haus mit der 1713 errichteten Kapelle. Umgeben ist das Gutsareal von einem 11 m breiten Wassergraben. Im Westen befindet sich ein Park. Die Anlage wurde nach verschiedenen Besitzerwechseln und Umbauten seit 2008 von Familie Deegener renoviert.
Nordgoltern vereinte sich am 1. Juli 1968 mit den Gemeinden Eckerde, Göxe, Großgoltern und Stemmen zur Gemeinde Goltern. Die Eingliederung der Gemeinde Goltern in die Stadt Barsinghausen erfolgte am 1. März 1974 im Zuge einer Gemeindereform.

## Politik

### Stadtrat und Bürgermeister
Nordgoltern wird auf kommunaler Ebene von dem Stadtrat der Stadt Barsinghausen vertreten.

### Wappen
| Wappen von Nordgoltern | Blasonierung: „In Blau eine eingeschobene, rote Spitze, belegt mit einem goldenen Festungsturm mit Galerie, begleitet rechts von einer schräglinksliegenden silbernen Speerspitze, links von zwei gekreuzten, silbernen Pferdeköpfen (Windbretter).“ |
| Wappen von Nordgoltern | Wappenbegründung: Der mittelalterliche goldene Festungsturm auf rotem Grund stammt aus dem Wappen des in Nordgoltern ansässigen niederen Adelsgeschlechts. Die silberne Speerspitze erinnert daran, dass 1959 in der nördlichen Feldmark von Nordgoltern eine Lanzenspitze aus Feuerstein gefunden und somit der Beweis erbracht wurde, dass hier schon vor etwa 5000 Jahren Menschen lebten. Die silbernen Pferdeköpfe symbolisieren die vorwiegend in Nordgoltern betriebene Landwirtschaft und den noch bäuerlichen Charakter des Ortsteils. |

- Weil sich auf blauem Grund eine rote Spitze befindet, ist das aktuelle Wappen nicht heraldisch korrekt angefertigt worden (siehe Tingierung – heraldische Farbregeln). Somit darf keine Farbe auf einer Farbe oder Silber/Gold auf Silber/Gold verwendet werden.

## Kultur und Sehenswürdigkeiten
Siehe Liste der Baudenkmale in Nordgoltern